# Elvinas
Elvinas ist ein litauischer männlicher Vorname, abgeleitet von Elvin.

## Namensträger
- Elvinas Jankevičius (*  1976),  Politiker, Justizminister, Innen-Vizeminister